# Pale Red Dot
Pale Red Dot è una campagna astronomica osservativa finalizzata a cercare esopianeti potenzialmente abitabili intorno a stelle vicine al sistema solare.
La campagna nasce nel 2013 come sforzo aggiuntivo alla ricerca di pianeti intorno a Proxima B che da 15 anni ha coinvolto diversi gruppi di ricerca ed osservatori, tra cui l'UVES (Ultraviolet and Visual Echelle Spectrograph) e l'elevata precisione dello spettrografo HARPS (Radial velocity Planet Searcher), strumenti installati sui telescopi gestiti dall'osservatorio europeo australe, in Cile. UVES, HARPS ed altri strumenti consentono di rilevare lievi oscillazioni di una stella (velocità radiale) in concomitanza di un transito planetario. Poiché sino al 2013 le oscillazioni rilevate non garantivano ancora una certezza, è stata proposta una campagna osservativa intensa chiamata the Pale Red Dot, in riferimento ad una nota citazione fatta da Carl Sagan,  e che Proxima Centauri è una piccola e debole stella, essendo una nana rossa.
Il gruppo di ricerca ha focalizzato lo strumento HARPS su Proxima Centauri tutte le sere dal 19 gennaio 2016, per oltre settanta giorni. Correlando successivamente i dati di HARPS con quelli di UVES ottenuti dal 2000 al 2008 e di HARPS dal 2005 al primi mesi del 2014, il segnale di un possibile pianeta è divenuto certezza.
Nel 2017, il gruppo di ricerca effettuerà un'altra campagna osservativa con obiettivo Proxima Centauri ed altre due nane rosse nelle vicinanze; la stella di Barnard e Ross 154, rispettivamente a circa 6 e 10 anni luce.
La nuova campagna, in collaborazione con l'ESO, coinvolgerà gruppi di astrofili e strumenti della American Association of Variable Star Observers (AAVSO). Le osservazioni verranno effettuate per 90 notti con lo spettrografo HARPS, installato sul telescopio di 3,5 metri dell'osservatorio di La Silla, in Cile.